# Ајде Като ајде злато
Ајде Като, ајде злато је српска народна песма. Традиционално се пева у сватовима. Поред Србије, песма је део народних обичаја и Срба у Славонији.

## Текст песме
Ајде, Като, ајде злато,
Ајде са мном целер брати.
Не могу ти, господине,
Нема сјајне месечине.
Упалићу три фењера,
Водићу те до целера.
У целеру велика суша,
Ти си, Като, моја душа.
У целеру велико блато,
Ти си, Като, моје злато.